# Leucos ylikiensis
Leucos ylikiensis — вид риб роду Leucos. Зустрічається в басейні річки Кіфісос і в озерах Ілікі та Паралімні в Греції. Прісноводний вид, сягає 28,5 см завдовжки. Раніше цей вид зараховувався до роду плітка (Rutilus).